# Kolonia Pluderska
Kolonia Pluderska – część wsi Pludry w Polsce, położona w województwie opolskim, w powiecie oleskim, w gminie Dobrodzień.
W latach 1975–1998 Kolonia Pluderska administracyjnie należała do województwa częstochowskiego.
Na terenie Kolonii Pluderskiej znajduje się fabryka mebli Mebel Rust. Część wsi obejmuje ulice Rolną i Boczną miejscowości podstawowej Pludry.